# Icositetraedro pentagonal
O icositetraedro pentagonal é um sólido de Catalan.
As sua faces são 24 pentágonos irregulares.
Tem 60 arestas e 38 vértices.
O poliedro dual do Icositetraedro pentagonal é o cubo snub.